# Béla Angyal
Béla Angyal (* 22. květen 1958, Kolárovo) je slovenský úředník (zastávající několik významných pozic, například post předsedy Úřadu pro veřejné zakázky) a politik (poslanec Nitranského samosprávného kraje ). Je členem SMK, před sjednocením do koalice byl členem předsednictva Maďarské občanské strany. Je ženatý, má dvě děti.

## Život
Vysokoškolské vzdělání získal na Elektrotechnické fakultě Českého vysokého učení technického v Praze v letech 1977 až 1982. Po ukončení studií na vysoké škole začal pracovat v rozvodných závodů ZSE Komárno jako technik. Od roku 1994 do roku 1999 byl zástupcem primátora města Kolárovo. Od roku 1999 působil jeden rok na Úřadu vlády SR jako ředitel odboru menšin. V období let 2000 až 2002 pracoval na Úřadu pro veřejné zakázky ve funkci ředitele kanceláře předsedy. Později, až do března 2005 pracoval na Ministerstvu zemědělství SR pod vedením ministra Zsolta Simona. Od 1. ledna 2003 se na ministerstvu stal vedoucím služebního úřadu. Krátce na to, 10. března 2005 nastoupil do funkce předsedy Úřadu pro veřejné zakázky.